# Testify (álbum de Phil Collins)
Testify é o sétimo álbum de estúdio do cantor Phil Collins, lançado em 2002.

## Faixas
Todas as faixas compostas por Phil Collins, exceto as indicadas.
1. "Wake Up Call" - 5:17
2. "Come with Me" - 4:36
3. "Testify" - 6:33
4. "Don't Get Me Started" - 4:43
5. "Swing Low" - 5:10
6. "It's Not Too Late" - 4:01
7. "This Love This Heart" - 4:06
8. "Driving Me Crazy" - 4:39
9. "The Least You Can Do" (Collins, Stuermer) - 4:24
10. "Can't Stop Loving You" (Nicholls) - 4:19
11. "Thru My Eyes" - 5:09
12. "You Touch My Heart" (Collins, Mancina) - 4:42
13. "High Flying Angel" (Somente no Japão)

## Desempenho nas paradas

### Álbum
| Paradas (2002) | Melhor posição. |
| -------------- | --------------- |
| Billboard 200  | 30              |

### Singles
| Ano  | Single                  | Parada             | Posição. |
| ---- | ----------------------- | ------------------ | -------- |
| 2002 | "Can't Stop Loving You" | Adult Contemporary | 1        |
| 2002 | "Can't Stop Loving You" | Adult Top 40       | 38       |
| 2003 | "Can't Stop Loving You" | Billboard Hot 100  | 76       |
| 2004 | "Thru My Eyes"          | Adult Contemporary | 5        |